# 호계도서관
호계도서관은 경기도 안양시에 있는 도서관이다.

## 연혁
- 1998년 3월 3일 개관

## 이용 안내
이용 시간
- 열람실(노트북실) : 하절기(3월~10월) 07:00~23:00, 동절기(11월~2월) 08:00~23:00
- 종합자료실 : 평일(화~금) 09:00~21:00, 주말 09:00~17:00
- 디지털자료실, 어린이간행물실 : 평일(화~금) 09:00~18:00, 주말 09:00~17:00

휴관일
- 매주 월요일(매월 2,4,5주 월요일은 열람실만 개방)
- 법정공휴일(단, 열람실 개방(08:00~20:00)은 도서관[비산, 삼덕, 석수, 호계], [관양, 만안, 박달, 평촌]별로 교차 개방)
- 기타 관장이 필요하다고 인정하는 경우